# Reds (film)
Reds is een film uit 1981 van regisseur Warren Beatty, die zelf ook de hoofdrol vertolkt. Verder spelen onder meer Diane Keaton, Jack Nicholson, Edward Herrmann, Jerzy Kosinski, Paul Sorvino en Gene Hackman in de film mee.
De film is gebaseerd op het leven en de carrière van John Reed, een communistische journalist die in 1919 in zijn boek Ten Days that Shook the World de Russische Revolutie beschreef.
Reds won drie Academy Awards, twee BAFTA's en een Golden Globe. In 2008 riep het American Film Institute (AFI) de film uit tot een van de beste epische films ooit.
In de film worden ook getuigen aan het woord gelaten. Deze getuigen zijn personen die John Reed en diens vriendin Louise Bryant in het echt persoonlijk gekend hebben.

## Verhaal
John "Jack" Reed ontmoet Louise Bryant voor het eerst in 1912. Jack is een radicale journalist en Louise is een vrijdenkende vrouw voor wie schrijven een uitweg biedt uit haar frustrerende leven in de bovenklasse. Ze valt voor Jacks idealisme en besluit om haar echtgenoot te verlaten zodat ze samen met Jack naar Greenwich Village kan verhuizen.
Als schrijfster ontpopt Louise zich tot feministe. Ze begint net als Jack een radicaal idealisme te ontwikkelen. De twee groeien echter uit elkaar wanneer Jack betrokken raakt bij een opstand van de Communistische Partij van de Verenigde Staten. In 1916 trekt hij naar St. Louis om er verslag uit te brengen van de Democratische Conventie, maar dat is niet naar de zin van Louise. Tijdens Jacks lange afwezigheid begint Louise een relatie met de toneelschrijver Eugene O'Neill. Jack is echter ook ontrouw. Hij geeft dat ook toe wanneer hij de liefdesaffaire van Louise en Eugene ontdekt. Het belet Louise niet om als oorlogscorrespondente naar Europa te vertrekken.
Jack heeft last van nierfalen, maar besluit toch om Louise achterna te gaan. De twee worden als collega's opnieuw verenigd. Ze gaan beiden op in de val van de Russische Tsaar en het begin van de Russische Revolutie. Ze lijken in Rusland het ultieme geluk gevonden te hebben.
Na de publicatie van zijn boek Ten Days that Shook the World wil Jack het communisme ook in de Verenigde Staten laten doorbreken. Maar het communisme is niet overal even geliefd. Wanneer Jack probeert om Europa te verlaten, wordt hij in Finland gearresteerd en ondervraagd. Hij keert nadien terug naar Rusland en wordt aan het station in Moskou een zoveelste keer verenigd met Louise. Maar het gaat steeds slechter met Jack, hij is erg verzwakt door zijn nierproblemen. Toch mag hij het land niet verlaten om zich te laten behandelen. De ziekte van Jack loopt gelijk met de eerste verschijnselen van de mislukking van het communisme in Rusland. Louise ontfermt zich over de zieke Jack die uiteindelijk sterft en als enige Amerikaan ooit begraven wordt in het Kremlin.

## Rolverdeling
| Acteur            | Personage              |
| ----------------- | ---------------------- |
| Warren Beatty     | John Silas "Jack" Reed |
| Diane Keaton      | Louise Bryant          |
| Edward Herrmann   | Max Eastman            |
| Jerzy Kosinski    | Grigori Zinovjev       |
| Jack Nicholson    | Eugene O'Neill         |
| Paul Sorvino      | Louis C. Fraina        |
| Maureen Stapleton | Emma Goldman           |
| Nicolas Coster    | Paul Trullinger        |
| M. Emmet Walsh    | Spreker                |
| William Daniels   | Julius Gerber          |
| Ian Wolfe         | Mr. Partlow            |
| Bessie Love       | Mrs. Partlow           |
| Gene Hackman      | Pete Van Wherry        |
| Roger Sloman      | Vladimir Lenin         |
| Stuart Richman    | Leon Trotski           |
| Oleg Kerenski     | Aleksandr Kerenski     |
| Jan Triska        | Karl Radek             |

## Productie
Warren Beatty stootte in de jaren 60 voor het eerst op het levensverhaal van John Reed. Volgens uitvoerend producent Dede Allen hoorde ze Beatty voor het eerst in 1966 praten over een filmproject rond de communistische journalist. Oorspronkelijk heette de film Comrades. Beatty schreef in 1969 een eerste scenario, maar nadien liep het project vast. Samen met schrijver Trevor Griffiths begon Beatty in 1976 verder te werken, maar de plotse dood van Griffiths' echtgenote stelde het schrijfproces uit. Pas in 1978 werkten Griffiths en Beatty het script af, hoewel het nog steeds niet naar de zin van Beatty was. De maanden nadien kregen de twee heren de hulp van Elaine May, waarna ze het scenario probeerden te verbeteren.
Beatty wilde oorspronkelijk de hoofdrol niet en ook regisseren wilde hij aan iemand anders overlaten. Hij dacht even aan John Lithgow als John Reed, omdat de twee op elkaar leken volgens Beatty. Jack Nicholson kreeg de rol van Eugene O'Neill. Ook Sam Neill en James Taylor wilden die rol.

First lady Nancy Reagan (l) in een gesprek met hoofdrolspelers Warren Beatty en Diane Keaton na een vertoning van Reds op 5 december 1981.

De opnames gingen in 1979 van start. Normaliter moesten de opnames zo'n 16 weken in beslag nemen, maar het werd uiteindelijk een volledig jaar. Dit kwam opdat de opnames plaatsvonden in vijf verschillende landen. In Finland moest er gewacht worden totdat er sneeuw viel, terwijl er in Spanje gewacht moest worden totdat het ophield met regenen. Beatty liet bovendien verschillende scènes meerdere malen opnieuw opnemen. Zo moest Paul Sorvino een scène zelfs 70 keer opnieuw spelen. Toen de 54-jarige Maureen Stapleton een scène 80 keer moest overdoen, riep ze naar Beatty: "Are you out of your fucking mind?"
Tijdens de opnames had Beatty een relatie met tegenspeelster Diane Keaton. Hun relatie overleefde de opnames amper, want de actrice werd door de regisseur emotioneel steeds tot het uiterste gedreven. "Het leek soms alsof Beatty haar emotioneel probeerde te kraken, net zoals Reed dat op een gegeven moment had gedaan bij Louise Bryant," aldus journalist George Plimpton die in Reds een kleine rol vertolkte.
De montage van de film begon in 1980. De verschillende filmrollen samen waren naar verluidt meer dan 700 km lang. In 1981 zat de post-productie er op. Reds had volgens Paramount Pictures zo'n $33,5 miljoen gekost.

## Prijzen en nominaties

### Academy Awards
Gewonnen
- Best Director - Warren Beatty
- Best Actress in a Supporting Role - Maureen Stapleton
- Best Cinematography - Vittorio Storaro

Genomineerd
- Best Picture - Warren Beatty
- Best Actor in a Leading Role - Warren Beatty
- Best Actress in a Leading Role - Diane Keaton
- Best Actor in a Supporting Role - Jack Nicholson
- Best Writing, Screenplay Written Directly for the Screen - Warren Beatty, Trevor Griffiths
- Best Film Editing - Dede Allen, Craig McKay
- Best Sound - Dick Vorisek, Tom Fleischman, Simon Kaye
- Best Art Direction-Set Decoration - Warren Beatty
- Best Costume Design - Warren Beatty

### BAFTA Awards
Gewonnen
- Best Supporting Actor - Jack Nicholson
- Best Supporting Acress - Maureen Stapleton

Genomineerd
- Best Actor - Warren Beatty
- Best Actress - Diane Keaton
- Best Cinematography - Vittorio Storaro
- Best Costume Design - Shirley Russell

### Golden Globes
Gewonnen
- Best Director - Motion Picture - Warren Beatty

Genomineerd
- Best Motion Picture - Drama
- Best Motion Picture Actor - Drama - Warren Beatty
- Best Motion Picture Actress - Drama - Diane Keaton
- Best Motion Picture Actor in a Supporting Role - Jack Nicholson
- Best Motion Picture Actress in a Supporting Role - Maureen Stapleton
- Best Screenplay - Motion Picture - Warren Beatty, Trevor Griffiths